# The Hertz Corporation
The Hertz Corporation ist ein US-amerikanisches Unternehmen. Mit 8.100 Stationen ist es, nach Enterprise und vor Avis, das weltweit zweitgrößte Unternehmen im Segment Mietwagen.

## Geschichte

2009 abgelöstes Logo

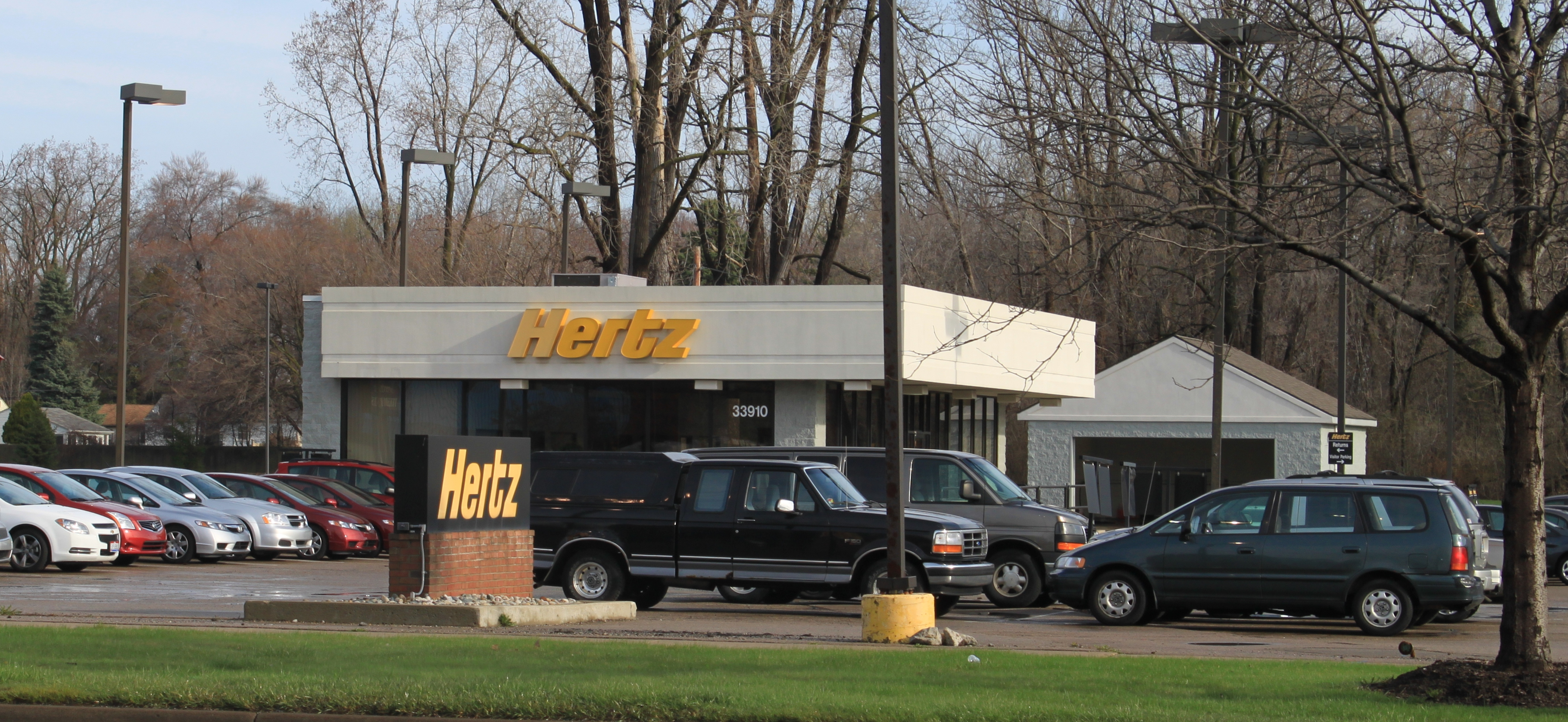
Hertz-Station in Livonia (Michigan)

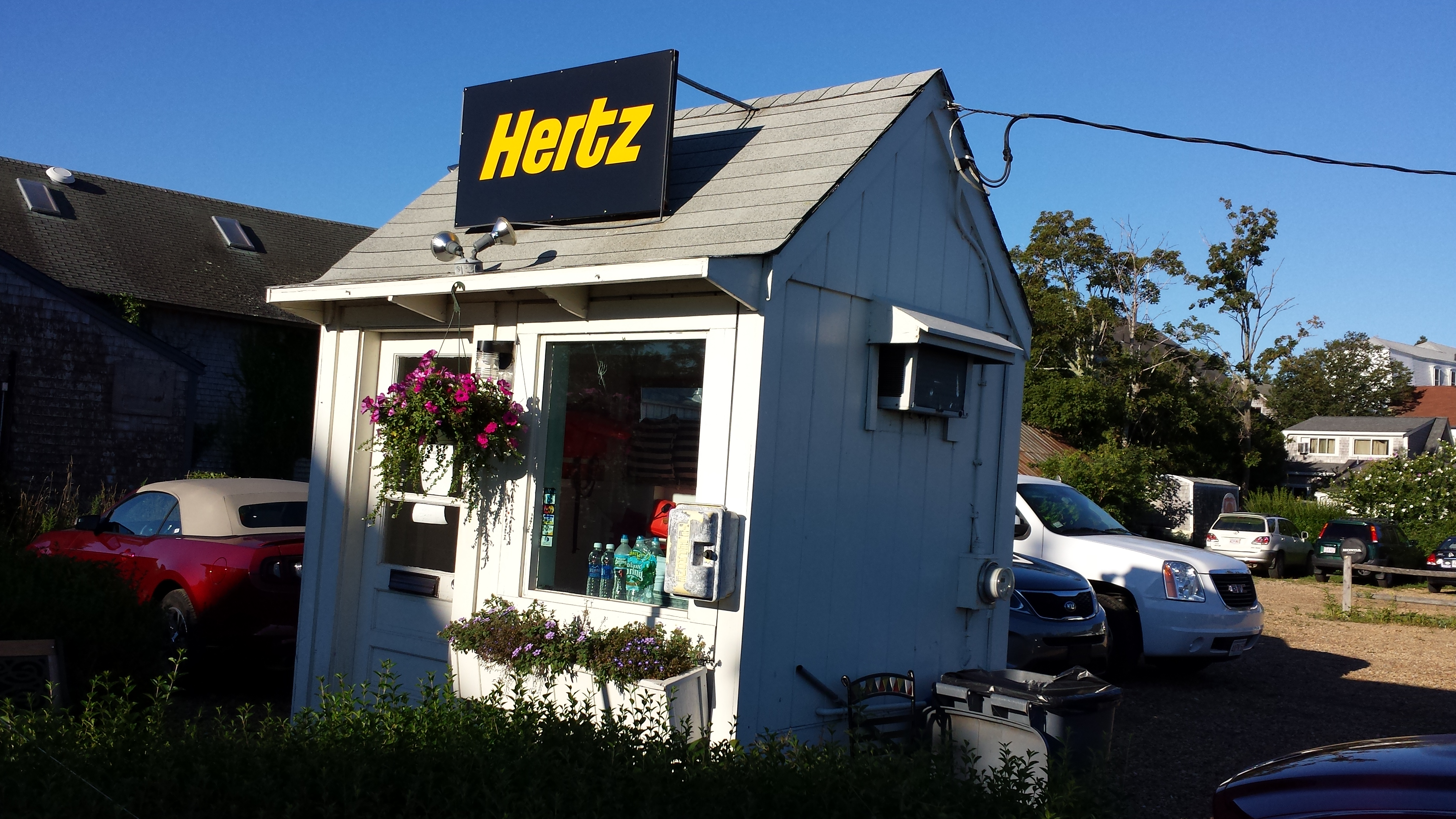
Hertz-Station auf der Insel Martha’s Vineyard

Im Jahr 1918 begann Walter L. Jacobs, reparierte Gebrauchtwagen zu vermieten. Das Unternehmen expandierte und hatte Anfang der 1920er Jahre einen Jahresumsatz von 1 Mio. US-$. 1923 verkaufte Jacobs das Unternehmen an John D. Hertz, blieb aber im Unternehmen. John Hertz war zugleich Präsident der Yellow Cab Company und ihrer Tochtergesellschaften Yellow Cab Manufacturing Company und Yellow Coach Manufacturing Company. Das Unternehmen hieß bald „Hertz Drive-Ur-Self System“ (auf Deutsch: „Hertz-Fahr-Selbst-System“) und wurde 1926 von General Motors im Rahmen der Akquise von Yellow Cab/Coach erworben. 1953 kaufte die Omnibus Corporation das Unternehmen; ein Jahr später erfolgten die Umbenennung in „The Hertz Corporation“ und der Gang an die Börse. 1953 wurde die New Yorker LKW-Leasingfirma Metropolitan Distributors von Hertz übernommen. Die RCA erwarb Hertz 1967, führte das Unternehmen aber eigenständig weiter.
1970 wurde das Reservierungszentrum in Oklahoma City eröffnet; Hertz war nun rund um die Uhr erreichbar. In den folgenden Jahren änderten sich die Besitzverhältnisse wiederholt: 1985 wurde Hertz von United Airlines gekauft, 1987 an die „Park Ridge Corporation“ verkauft. Investoren der Park Ridge Corporation waren Teile des Hertz-Managements und die Ford Motor Company. Die Volvo North America Corporation investierte 1988 ebenfalls in Park Ridge.
1982 gründete man mit der Penske Corporation das Joint Venture Hertz Penske Truck Leasing.
Die Expansion nach Japan erfolgte 1990 in Form eines Joint Ventures mit Mazda, das über 400 Stationen betrieb. 1993 verschmolzen Park Ridge und Hertz, der Name „The Hertz Corporation“ blieb bestehen. Seit 1997 wird Hertz an der Börse gehandelt. Im gleichen Jahr öffnete das europäische Reservierungszentrum in Dublin.
Im Jahr 2000 öffnete das zweite Reservierungszentrum in den USA. Im folgenden Jahr kaufte Ford die restlichen 18,5 % der Hertz-Aktien. Damit war Hertz ein hundertprozentiges Tochterunternehmen von Ford.
Im September 2005 wurde der Verkauf von Hertz an eine Investoren-Gruppe (Clayton, Dubilier & Rice, The Carlyle Group und Merrill Lynch Global Private Equity) für 15 Mrd. US-$ angekündigt. Die Transaktion wurde am 22. Dezember 2005 abgeschlossen.
Seit November 2006 ist Hertz wieder börsennotiert.
Der Mutterkonzern Hertz Global Holdings traf Ende April 2010 eine Übereinkunft zur Übernahme des Konkurrenten Dollar Thrifty Automotive Group für rund 1,17 Milliarden US-Dollar bzw. 41 US-Dollar pro Aktie. Die Akquisition soll Einsparungen von mindestens 180 Mio. US-Dollar führen und den Gewinn von Hertz steigern.
Nach dem Erwerb von Dollar Thrifty Automotive Group musste das Unternehmen die Advantage Rent a Car verkaufen. Daraufhin wurde 2013 die neue Tochter Firefly gegründet.
Im Februar 2019 hat Hertz zusammen mit Air Zermatt ein Heliskiing-Angebot lanciert. Das Angebot beinhaltet unter anderem die Miete eines Luxus-Sport Utility Vehicles von Hertz für 24 Stunden und ein Flug mit einem Helikopter von Air Zermatt vom Flugplatz Raron in eines der umliegenden Skigebiete.
Am 23. Mai 2020 hat die US-amerikanische Konzernmuttergesellschaft infolge von Umsatzrückgängen durch die COVID-19-Pandemie in den USA ebendort einen Insolvenzantrag nach Chapter 11 gestellt. Die Tochtergesellschaften der Hertz Global Holdings in den Vereinigten Staaten und in Kanada haben ebenfalls den Antrag auf Eröffnung eines Insolvenzverfahrens gestellt. Nicht betroffen sind die Tochtergesellschaften in Europa, Australien und Neuseeland. Am 30. Juni 2021 wurde das Insolvenzverfahren für das Unternehmen positiv abgeschlossen.
Bis Ende 2022 hat Hertz 100.000 Teslas für etwa 4,2 Milliarden Dollar bestellt. Das ist bis heute die größte Einzelbestellung bei Tesla. Per Anfang 2024 belief sich der Bestand an Elektroautos auf rund 60.000, wovon ein Drittel wieder verkauft werden soll.

## Verschiedenes
Der deutsche Unternehmenssitz (Hauptverwaltung) ist in Kelsterbach.

## Neverlost
In den 1990er Jahren entwickelte Hertz das GPS-Navigationssystem Neverlost (auf Deutsch „niemals verirrt“) und setzt es in einem Teil seines Fuhrparks ein. Es hatte schon damals Merkmale wie LC-Display, Sprachausgabe und Adresssuche. Später wurde Neverlost modifiziert und als „Magellan Roadmate GPS Navigation System“ von der Thales Group auf den Markt gebracht. 2009 wurden die Magellan-Geräte durch einfacher zu bedienende Garmin-Geräte ersetzt.